# Recesvinto
Recesvinto (em latim: Reccesvinthus) ou Recesvindo (em latim: Recesvindus) foi um rei do Reino Visigótico da Hispânia. Era filho de Quindasvinto (r. 642–653), com quem governou desde 649. Com a morte de seu pai em 653, continuou governando, apesar do VIII Concílio de Toledo ter estabelecido que a eleição dos reis era reservada ao clero e nobres. Ficou conhecido pela criação de um conjunto de leis para os visigodos e romanos do reino, o chamado Código Visigótico de 654.